# Comitatul Baranya
Comitatul Baranya, cunoscut și ca Varmeghia Baranya (în maghiară Baranya vármegye, în croată Baranja, în germană Komitat Branau, în latină Comitatus Baraniensis, în sârbă Барања, cu alfabetul latin: Baranja), a fost o unitate administrativă a Regatului Ungariei și a Republicii Ungare din secolul XI și până în 1950. În anul 1920, prin Tratatul de la Trianon, teritoriul acestui comitat a fost împărțit între Ungaria și Regatul sârbilor, croaților și slovenilor. Capitala comitatului era orașul Pécs (în croată Pečuh, în germană Fünfkirchen).
Teritoriul său se află actualmente în sudul Ungariei (în județul Baranya) și în nord-estul Croației (o parte din cantonul Osijek-Baranja).

## Geografie
Comitatul Baranya era localizat în regiunea Baranya. El se învecina la vest cu Comitatul Somogy, la nord cu Comitatul Tolna, la est cu comitatul Comitatul Bács-Bodrog și la sud cu Comitatul Verőce (care făcea parte din cadrul Regatului autonom Croația-Slavonia). El se întindea de-a lungul râurilor Drau (Dráva, pe malul nordic) și Dunărea (Duna, pe malul vestic), până la confluența lor. Suprafața comitatului în 1910 era de 5.176 km², incluzând suprafețele de apă.

## Istorie
Comitatul Baranya este unul dintre cele mai vechi comitate din Regatul Ungariei, el fiind atestat încă din secolul XI.
În secolul al XVI-lea, Imperiul Otoman a cucerit Baranya și a inclus-o în sangeacul Mohács, o unitate administrativă otomană cu sediul în orașul Mohács. La sfârșitul secolului al XVII-lea, Baranya a fost capturată de Imperiul Habsburgic și a fost inclusă în Regatul habsburgic al Ungariei.
În 1918, întreaga provincie Baranya a fost ocupată de trupele sârbe și a fost administrată de către nou-înființatul Regat al Sârbilor, Croaților și Slovenilor.
În 1920, prin Tratatul de la Trianon, teritoriul comitatului a fost divizat între Ungaria și Regatul Sârbilor, Croaților și Slovenilor (care a fost redenumit Regatul Iugoslaviei în 1929). Partea de sud-est a fost atribuită Regatului Sârbilor, Croaților și Slovenilor, în timp ce restul teritoriului a rămas Ungariei.
În anul 1950, după cel de-Al Doilea Război Mondial, districtul Szigetvár (care făcuse parte anterior din comitatul Somogy) a fost alipit comitatului Baranya. Astfel, comitatul Baranya a fost desființat și majoritatea teritoriului său a format județul Baranya din cadrul noului stat Ungaria. Acest județ include în partea de vest și unele teritorii care nu au făcut parte în perioada antebelică din comitatul Baranya.
Începând din 1991, când Croația a devenit stat independent de Iugoslavia, partea iugoslavă a fostului comitat Baranya a devenit parte a Croației. Între anii 1991-1995 el s-a aflat sub ocupația rebelilor sârbi din Croația, în timp ce ONU administra acest teritoriu (regiunea Srem-Baranja) ca un corp administrativ de tranziție. În epoca modernă, există minorități de maghiari și sârbi în regiunea croată Baranja și o minoritate croată în județul unguresc Baranya. O minoritate de rromi este prezentă în ambele părți, ca și de germani (până în 1945).

## Demografie
În 1910, populația comitatului era de 352.478 locuitori, dintre care: 
- Maghiari -- 199.659 (56,64%)
- Germani -- 112.297 (31,85%)
- Sârbi -- 13.048 (3,70%)
- Croați -- 10.159 (2,88%)

## Subdiviziuni
La începutul secolului 20, subdiviziunile comitatului Baranya erau următoarele:
| Districte (járás)                            | Districte (járás) |
| District                                     | Capitală          |
| -------------------------------------------- | ----------------- |
| Baranyavár --- Branjin Vrh                   | Dárda --- Darda   |
| Hegyhát                                      | Sásd              |
| Mohács                                       | Mohács            |
| Pécs                                         | Pécs              |
| Pécsvárad                                    | Pécsvárad         |
| Siklós                                       | Siklós            |
| Szentlőrinc                                  | Szentlőrinc       |
| Comitate urbane (törvényhatósági jogú város) |                   |
| Pécs                                         |                   |

Localitățile Branjin Vrh și Darda se află în prezent în Croația; restul orașelor menționate sunt pe teritoriul Ungariei.